# Paulo Teixeira Jorge
Paulo Teixeira Jorge (* 1934; † 26. Juni 2010 in Luanda) war ein angolanischer Politiker. Von 1976 bis 1984 war er Außenminister seines Landes. 
Nach einem Schulbesuch in Luanda und Benguela studierte Jorge ab 1956 Geophysik und Chemie. Im gleichen Jahr schloss er sich dem MPLA an. Nachdem er von 1963 bis 1965 als Fabrikarbeiter in Paris tätig gewesen war, übernahm er in der Folge mehrfach Delegierungen des MPLA nach Ägypten und Algerien. Nach der Unabhängigkeit Angolas übernahm er eine Reihe von Führungsfunktionen. Zeitweilig war er Gouverneur der Provinz Benguela. In den letzten Jahren war er im Zentralkomitee des MPLA verantwortlich für die internationalen Beziehungen (mit Ausnahme der Wirtschaftsbeziehungen).